# 神辺バイパス
神辺バイパス（かんなべバイパス）は、広島県福山市神辺町の大字下御領（湯野口交差点）から大字上御領（岡山県境）に至る国道313号（国道486号重用）のバイパス道路である。全線が都市計画道路として備後圏都市計画道路3・3・273号神辺高屋線に指定されている。

## 概要
国道313号および国道486号の現道が交わる大字下御領の湯野口交差点から大字上御領の岡山県境に向かい、岡山県井原市大江町の高屋バイパス（井原都市計画道路3・4・2号青木境森線）に接続する。

### 路線データ
- 起点 : 広島県福山市神辺町大字下御領[2]「湯野口交差点」[3] （国道313号・国道486号 現道）
- 終点 : 広島県福山市神辺町大字上御領[2] 「岡山県境」[3]
- 延長 : 3.8 km [4][注釈 1]
- 幅員 : 25 m [2]（両側歩道、ただしトンネル部は除く）[5]
  - 車線幅 : 3.25 m + 路肩 0.5 m [5]
  - 歩道幅 : 3 m + 植樹帯 1.5 m [5]
  - 中央帯 : 2 m [5]
- 車線数 : 4車線[2]
- 事業主体 : 広島県[6]
- 全体事業費 : 約110億円（暫定2車線）[4]

## 歴史

### 年表
- 1994年（平成6年） 2月28日 - 広島県告示第212号により都市計画決定[2]。
- 1996年（平成8年）度 - 事業化[6]。
- 1998年（平成10年）度 - 用地着手[6]。
- 2000年（平成12年）度 - 工事着手[6]。
- 2004年（平成16年） - 広島県道189号福山上御領線 - 岡山県境 0.6 km が供用開始[3]。
- 2010年（平成22年）12月18日 - 広島県告示第977号[7]により都市計画変更[2]。一部区間（1,800 m）を掘割構造からトンネル構造に、また歩道を両側歩道から片側歩道とし、幅員を 19.5 m とする[5]。
- 2014年（平成26年）4月27日14時 - 広島県告示第366号[8]により現道（大字下御領字高渕町1335番2地先） - 広島県道102号下御領井原線（大字上御領字手黒209番4地先） 1.5 km が供用開始[4][9][10]。
- 2017年（平成29年）3月25日 - 神辺トンネルが貫通し、貫通式[11][12]。
- 2018年（平成30年）4月21日 - 全線開通[13][14]。

## 路線状況

### 事業名
- 神辺バイパス
- 備後圏都市計画道路3・3・273号神辺高屋線

## 地理

### 通過する自治体
- 広島県
  - 福山市

### 通過する地域
- 福山市神辺町
  - 大字下御領 - 大字上御領

### 交差する道路
- 国道313号・国道486号（現道） （大字下御領 「湯野口交差点」）
- 広島県道102号下御領井原線 （大字上御領 「中島交差点」）
- 広島県道189号福山上御領線 （大字上御領 「野々上交差点」）
- 国道313号（国道486号重用）高屋バイパス （大字上御領 「岡山県境」）